# Hylaeus cyaneomicans
Hylaeus cyaneomicans är en biart som först beskrevs av Cockerell 1910.  Hylaeus cyaneomicans ingår i släktet citronbin, och familjen korttungebin. Inga underarter finns listade i Catalogue of Life.

## Bildgalleri

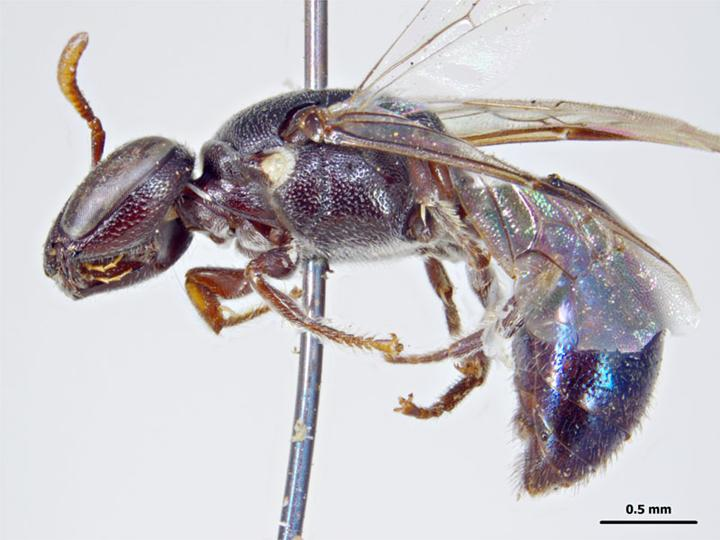